# Piotr Polczak
Piotr Polczak (* 25. August 1986 in Krakau, Polen) ist ein polnischer ehemaliger Fußballspieler.
Polczak absolvierte fünf Spiele für die polnische A-Nationalmannschaft. Sein erstes Länderspiel bestritt er am 20. August 2008 gegen die Ukraine (0:1).